# Dopravně psychologické vyšetření
Dopravně psychologické vyšetření řidičů (lidově „psychotesty pro řidiče“) je posouzení psychické způsobilosti řidiče k řízení motorových vozidel pomocí metod psychologické diagnostiky. Na základě platné legislativy je dopravně psychologické vyšetření povinné pro řidiče z povolání skupin C a D, dále pro řidiče se zákazem řízení, stejně jako pro tzv. vybodované řidiče, kteří žádají o vrácení řidičského oprávnění. Vyšetření si může vyžádat také i praktický lékař, a to v případě osob starších 65 let či u osob, u kterých má pochybnosti o jejich psychické způsobilosti (například u psychiatrických, neurologických a dalších onemocnění). Dále je dopravně psychologické vyšetření povinné i u učitelů autoškol. Dopravně psychologické vyšetření provádí psycholog, který je akreditovaný Ministerstvem dopravy; v současné době jich působí v ČR asi dvě stě.

## Legislativa
Dopravně psychologické vyšetření upravuje několik zákonů a vyhlášek:
1. Zákon č. 361/2000 Sb. o provozu na pozemních komunikacích a o změnách některých zákonů, zejména §§ 87a až 87c
2. Vyhláška č. 31/2001 Sb., Vyhláška Ministerstva dopravy a spojů o řidičských průkazech a o registru řidičů, zejména § 18a a § 18c
3. Vyhláška č. 277/2004 Sb. o zdravotní způsobilosti k řízení motorových vozidel
4. Zákon č. 247/2000 Sb., zákon o získávání a zdokonalování odborné způsobilosti k řízení motorových vozidel a o změnách některých zákonů, § 21 odst. 2 c)

Zákon č. 361/2000 Sb. o provozu na pozemních komunikacích stanovuje, pro koho je dopravně psychologické vyšetření povinné:

### Řidič z povolání
- Držitel řidičského oprávnění C1+E, C nebo řidičského oprávnění C+E který řídí nákladní automobil o největší povolené hmotnosti převyšující 7500 kg nebo speciální automobil o největší povolené hmotnosti převyšující 7500 kg nebo jízdní soupravu, která je složena z nákladního automobilu a přípojného vozidla nebo ze speciálního automobilu a přípojného vozidla a jejíž největší povolená hmotnost převyšuje 7500 kg.
- Držitel řidičského oprávnění D1+E, D nebo D+E, pokud řídí motorové vozidlo zařazené do některé z těchto skupin vozidel.

Řidič z povolání je povinen se dopravně psychologickému vyšetření podrobit před zahájením výkonu činnosti řidiče-profesionála a dalšímu vyšetření nejdříve šest měsíců před dosažením 50 let věku. Následně pak každých pět let po dovršení 50 let (tedy např. 55 let, 60 let atd.). Řidičům z povolání hradí náklady na vyšetření zaměstnavatel.

### Vybodovaný řidič
Zavedení bodového systému přineslo možnost potrestat řidiče odebráním řidičského průkazu. Ti, kteří žádají o jeho navrácení, jsou přitom povinni podrobit se dopravně psychologickému vyšetření (§ 123d).
- Řidič, který pozbyl řidičské oprávnění, může požádat o vrácení řidičského oprávnění nejdříve po uplynutí poloviny trestu ode dne pozbytí řidičského oprávnění.
- Pokud byl řidiči za přestupek nebo trestný čin, na jehož základě dosáhl celkového počtu 12 bodů, uložen trest nebo sankce (zákaz řízení motorových vozidel), může o vrácení řidičského průkazu požádat nejdříve po vykonání trestu, resp. uplynutí zákazu činnosti (pokud je doba delší než 1 rok).

Žádost o vrácení řidičského oprávnění je třeba podat na obecním úřadu obce s rozšířenou působností. Žadatel musí přitom prokázat, že se podrobil přezkoušení z odborné způsobilosti a je třeba, aby předložil posudek o zdravotní způsobilosti včetně dopravně psychologického vyšetření. 
Ode dne, kdy byl řidičský průkaz žadateli vrácen, podléhá řidič novému bodovému hodnocení, tj. všech 12 bodů je odečteno.

### Řidič po zákazu řízení
Od 1. července 2013 musí dopravně psychologické vyšetření absolvovat i řidiči, jimž byl uložen zákaz řídit motorová vozidla jako trest za trestný čin nebo za přestupek na dobu více 6 měsíců (včetně) a dále všichni řidiči, kteří se v souvislosti s podmíněným odložením podání návrhu na potrestání nebo podmíněným zastavením trestního stíhání pro trestný čin zavázali, že se v průběhu zkušební doby zdrží řízení motorových vozidel.

### Řidič senior
Další povinnost absolvovat psychotesty pro řidiče se může vztahovat na seniory. Řidiči se musí lékařské prohlídce podrobit nejdříve šest měsíců před dovršením 65 let a pak také před dovršením 68 let. Po dovršení věku 68 let pak každé dva roky. Lékař, u kterého prohlídka řidičů probíhá, může na základě výsledků prohlídky nařídit provedení dopravně psychologických testů. Tento typ vyšetření může provádět i psycholog, který nemá akreditaci Ministerstva dopravy ČR.

### Řidič, u kterého má jeho ošetřující lékař pochybnosti o jeho psychické způsobilosti k řízení
Praktický lékař si může vyžádat i posudek dopravního psychologa o psychické způsobilosti k řízení u řidiče, u kterého má o jeho způsobilosti pochybnosti. Nejčastěji jde o klienty:
- s psychiatrickou diagnózou
- po léčbě závislosti na alkoholu či návykových látkách
- s neurologickou diagnózou.

## Průběh vyšetření
Vyšetření trvá přibližně od 1 do 5 hodin (záleží na konkrétním psychologovi, který vyšetření provádí, použitých metodách a postupu, intelektu, vzdělání a rychlosti posuzované osoby). Je možné objednat se na individuální nebo skupinové testy řidičů; předkládá se průkaz totožnosti, posudek o zdravotní způsobilosti k řízení od praktického lékaře (pouze u řidičů se zákazem řízení či vybodovaných) a výpis z registru řidičů. Samotné vyšetření se skládá z těchto částí:
1. Rozhovor, rozbor řidičské historie,
2. Výkonové testy – zahrnují například testování soustředění, pozornosti, rychlosti, přesnosti reakcí, odolnosti vůči stresu, reakce na zvukové i sluchové podněty, intelektu, paměti atd.,
3. Osobnostní testy – testují zvládání stresových situací, míru agresivity, ovládání emocí, sebeovládání, patologické rysy apod.

Použité metody jsou na osobním uvážení dopravního psychologa, musí se však provést všechna dílčí vyšetření, nařízená vyhláškou. Zpravidla jde o přibližně pět až deset metod, z nichž některé probíhají na PC (například tzv. determinační test nebo reakční test).
Dopravně psychologické vyšetření hradí řidiči, u profesionálních řidičů v pracovním poměru hradí dle zákona jejich zaměstnavatel. Výsledky (způsobilý, způsobilý s uvedenou podmínkou, nezpůsobilý) jsou zpravidla k dispozici ihned po vyšetření. Pokud je klient psychicky nezpůsobilý, má možnost odvolání na Ministerstvo dopravy ČR, kde jeho odvolání po zaplacení poplatku za řízení posoudí tříčlenná komise. Posuzovaná osoba nesmí po vyšetření, ve kterém neuspěla, absolvovat další dopravně psychologické vyšetření po dobu 3 měsíců. Výsledek takového vyšetření by byl neplatný. 
Výsledkem dopravně psychologického vyšetření dle zákona č. 361/2000 Sb. (profesionální řidiči, řidiči se zákazem řízení, vybodovaní) je vystavení posudku pouze s uvedením výsledku vyšetření. Psycholog je povinen zaslat posudek místně příslušnému odboru dopravy dle místa bydliště posuzované osoby. Rozbor výkonu klienta se provádí pouze ústně na konci vyšetření. 
Výsledkem dopravně psychologického vyšetření na žádost lékaře je podrobná zpráva s uvedením použitých metod a jejich výsledků. Zpráva je předána do rukou posuzované osoby. 